# Alexander Derenikowitsch Mnazakanjan
Alexander Derenikowitsch Mnazakanjan (russisch Александр Дереникович Мнацаканян, wiss. Transliteration Aleksandr Derenikovič Mnacakanjan; armenisch Ալեքսանդր Մնացականյան; * 3. September 1936 in Jerewan, Armenische SSR; † 8. Januar 2013 in Sankt Petersburg, Russland) war ein armenisch-sowjetischer Komponist.

## Leben
Nach dem Besuch der Tschaikowski-Musikschule Jerewan im Fach Violine studierte er am Leningrader Konservatorium bis 1961 Komposition bei Orest Jewlachow sowie Violine bei Juli Iljitsch Ejdlin und Boris Gutnikow. Danach absolvierte er 1964 eine Aspirantur – als einer der letzten Schüler von Dmitri Schostakowitsch.
Ab 1965 lehrte er selbst am Leningrader Konservatorium, ab 1973 als Dekan, ab 1988 als Professor und ab 1992 als Leiter der Abteilungen Komposition und Improvisation. 1997 stand er zusammen mit Boris Tischtschenko im Mittelpunkt des Educational Bridge Project, eines russisch-amerikanischen Austauschprogramms zwischen dem Sankt Petersburger Konservatorium und der Boston University.
Mnazakanjan gilt neben Boris Tischtschenko und Sergei Slonimski als „wichtiger Vertreter der Leningrader Schule“. Zu seinen Schülern zählten u. a. der Komponist Mehdi Hosseini und der Pianist Sergei Redkin.
Er komponierte drei Sinfonien, weitere Orchesterwerke, Konzerte, Kammermusik, Chor-, Klavier-, Orgelwerke und Filmmusik, etwa zu der deutsch-sowjetischen Literaturverfilmung Schwarzer Zwieback (1972). Stilistisch verband er Meditatives mit Dramatik, verknüpfte Einflüsse der traditionellen armenischen Musik mit der europäischen Moderne.

## Auszeichnungen
- 1984: Verdienter Künstler der RSFSR
- 2005: Orden der Freundschaft
- Schostakowitsch-Preis

## Anmerkung
1. ↑  Mnazakanjan lebte drei Viertel seines Lebens in der früheren Sowjetunion. Er wird daher in den meisten Quellen als armenisch-sowjetischer Komponist bezeichnet.